# オールスター (1989年のパチンコ機)
オールスターは、1989年1月にSANKYOが発売した、センター役物の中にバスケットボールプレーヤーが配置されているパチンコ機のシリーズ名。
オールスターⅠとオールスターⅡの2機種がある。

## 概要
貯留機能を搭載していないオーソドックスな羽根モノタイプ。バスケットボールをモチーフとしており、役物内の羽根に描かれるバスケットボールプレーヤーはシリーズ機で異なる。オールスターⅠは男子選手が描かれ、オールスターⅡは女子選手が描かれている。他にもシリーズ機で賞球数が異なり、スタートチャッカーへの入賞率もⅡの方が若干高い。センター役物は上段と下段に分かれており、羽根に拾われると上段に玉が導かれた後に、Vゾーンのある下段に落下する構造となっている。Vゾーンは役物の手前ではなく奥に配置されている。
貯留機能を搭載していないオーソドックスな羽根モノタイプとして同社から1987年に発売されたコンバットなどがある。

本機の役物の仕組みは変わっており、玉がジャンプしてVゾーンのあるゴールに飛び込むことでV入賞となる仕様である。ゴールの前には左右からディフェンスプレーヤーが飛び出てくるので、玉は高くジャンプしないとゴールが決まらない。上段ステージに一度玉が乗った後に、勢いよく下段ステージのジャンプ台に落下した時は高く跳ね上がる。下段ステージに落下して高く跳ね上がった玉が、このディフェンスプレーヤーを飛び越えるか、引っ込んだ時がV入賞のチャンスとなる。台ごとにクセが異なり、玉が一定の方向に飛ぶ台や、不規則に飛んでしまう台、飛ぶ方向は一定でもハズレ方向ばかりに玉が飛んでしまう台などがある。
V入賞率はかなり台によってバラツキがあり、玉が飛ぶ方向が一定している台とまったく不規則に飛んでしまう台、さらには、ハズレ方向ばかりにジャンプする台とさまざま。これはどうも下ステージの傾きや水平の度合いによるものらしい。—『プロが教える秘密のパチンコ術 NO.4 DEC.1989』p38

同時期に発売された機種として、同社から1989年に発売されたマジシャンなどがある。

## スペック
- オールスターⅠ
  - 賞球数 ALL13
  - 大当たり最高継続 8R
- オールスターⅡ
  - 賞球数 7&13
  - 大当たり最高継続 8R

## 演出
1チャッカー入賞時の羽根開閉時間は0.4秒で、役物内の左右からディフェンスプレーヤーが2回出現する。2チャッカー入賞時は0.55秒2回羽根が開放され、ディフェンスプレーヤーは4回出現する。大当たり中は、1ラウンドごとに最大で羽根が18回または10個入賞するまで開閉動作を繰り返す。その間に再度Vゾーンに入賞すると、その時点から大当たり動作が継続され、最大で8回このアクションを繰り返す。

羽根から上段ステージへと導かれた玉は、下段ステージへの落下位置やスピードによって変化が与えられて跳ね方を複雑にする。下段ステージには奥に傾いたジャンプ板があり、上から落下してきた玉の当たり方で変化に富んだ跳ね方を生み出してくれる。左右からはディフェンスプレーヤーが出てきて低い玉筋でのV入賞を妨害する。バスケットゴール型のVゾーンは大当たりになると左右に動き、ジャンプ玉との駆け引きを演じる役割を担っている。羽根開閉10回後または4個入賞後は、ディフェンスプレーヤーは両脇に隠れて、左右に動くVゾーンも中央で停止するようになる。
羽根に入った球は下段のジャンプ板によって様々な角度で奥へと跳ね返る。これをじゃまするのが左右から出てくるディフェンスである。これを抜け、みごとゴールのVゾーンに入ると、何と、Vゾーンが左右に動き出し、ディフェンスはこまめに出てきてじゃまをする。しかし、4個入賞すると、ディフェンスもVゾーンも動きを静止するため再入賞はずっと楽になる。この役物は、台の傾斜やディフェンスの出てくるタイミングで、V入賞率は大きく変わってくる。—『パチンコ必勝ガイド2月号』p9

## サウンドトラック
- 『The Pachinko Music from SANKYO』キングレコード、1989年9月8日。140A 7714。
  - BGMが収録されている。